# Fusininae
Fusininae is een onderfamilie van weekdieren uit de klasse van de Gastropoda (slakken).

## Geslachten
- Africolithes Eames, 1957 †
- Amiantofusus Fraussen, Kantor & Hadorn, 2007
- Angulofusus Fedosov & Kantor, 2012
- Aptyxis Troschel, 1868
- Carinofusus Ceulemans, Landau & Van Dingenen, 2014 †
- Chryseofusus Hadorn & Fraussen, 2003
- Clavellofusus Grabau, 1904 †
- Clavilithes Swainson, 1840 †
- Falsicolus Finlay, 1930 †
- Falsifusus Grabau, 1904 †
- Fusinus Rafinesque, 1815
- Gemmocolus Maxwell, 1992 †
- Granulifusus Kuroda & Habe, 1954
- Harasewychia Petuch, 1987
- Helolithus Agassiz, 1846 †
- Lepidocolus Maxwell, 1992 †
- Mancorus Olsson, 1931 †
- Marmorofusus Snyder & Lyons, 2014
- Ollaphon Iredale, 1929
- Priscofusus Conrad, 1865 †
- Profusinus Bandel, 2000 †
- Pseudaptyxis Petuch, 1988 †
- Pullincola de Gregorio, 1894 †
- Remera Stephenson, 1941 †
- Rhopalithes Grabau, 1904 †
- Solutofusus Pritchard, 1898 †
- Spirilla Agassiz, 1842 †
- Streptochetus Cossmann, 1889 †
- Tectifusus Tate, 1893 †
- Trophonofusus Kuroda & Habe, 1971
- Viridifusus Snyder, Vermeij & Lyons, 2012